# Hend Sabry
Hend Sabry, född 1979, är en tunisisk skådespelare och modell. Hon inledde sin karriär inom tunisisk film och TV, men är numer även verksam i Egypten, där hon bor. Hon är utbildad advokat, och engagerar sig för kvinnors rättigheter och andra sociala och humanitära frågor, såsom FN:s livsmedelsprogram. 

## Filmografi
Tunisiska filmer
- 1994: Les Silences du palais
- 2000: La Saison des hommes
- 2001: La Librairie
- 2002: Poupées d'argile

Egyptiska filmer
- 2001: Journal d'une adolescente
- 2001: Le Citoyen, l'indic et le voleur
- 2003: Ayez Haqqi
- 2003: Izzay Tekhalli El Banat Tehibbak
- 2004: Halet Hob
- 2004: Ahla al awkat
- 2005: Les Filles du centre-ville
- 2005: Pile ou Face
- 2006: Ouija
- 2006: L'Immeuble Yacoubian
- 2006: Game of Love
- 2007: El Gezira
- 2008: L'Aquarium (eng.)
- 2009: Ibrahim Labyad
- 2009: Heliopolis
- 2010: L'Envie (eng.)
- 2011: Asmaa  (eng)
- 2011: 18 jours
- 2014: La Mo Akhza
- 2014: El Gezira 2

Filmer från andra länder
- 2008: Whatever Lola Wants